# Imperio de Nicea
El Imperio de Nicea (en griego: Βασιλεία τῶν Ῥωμαίων) es el nombre historiográfico convencional para el mayor de los tres estados sucesores griegos bizantinos fundados por la aristocracia del Imperio bizantino cuando Constantinopla cayó en manos de la Cuarta Cruzada en 1204. Teodoro Láscaris, que había escapado a Nicea en Bitinia seguido por algunos de sus partidarios, había establecido un nuevo estado poniendo así las reclamaciones a la continuidad del Imperio bizantino. El estado, cuya capital era Nicea, finalmente se expandió sobre una gran parte de Asia Menor y la Grecia continental, y se extendió sobre los territorios del Despotado de Epiro, otro estado sucesor del Imperio bizantino. Como el estado de Nicea realmente sustituyó al poder imperial y eclesiástico de Constantinopla, atrajo a la mayor parte de los bizantinos de la región y alcanzó un notable desarrollo económico, demográfico y cultural. Sobrevivió en el Asia Menor hasta 1261, cuando el emperador Miguel VIII Paleólogo y el general Alejo Estrategópulo lograron reconquistar Constantinopla y trasladaron la capital del Imperio.
Al igual que otros estados bizantinos que se formaron a raíz de la fractura del imperio en 1204, como el Imperio de Trebisonda y el Despotado de Epiro, fue una continuación de la mitad oriental del Imperio Romano que sobrevivió hasta bien entrada la Edad Media. Un cuarto estado, conocido en la historiografía como Imperio Latino, fue establecido por un ejército de cruzados y la República de Venecia tras la toma de Constantinopla y sus alrededores.
Fundado por la familia Láscaris, duró desde 1204 hasta 1261, cuando los nicenos restauraron el Imperio Bizantino en Constantinopla tras su recaptura. Así, el Imperio Niceno se considera una continuación directa del Imperio Bizantino, ya que había asumido plenamente los títulos tradicionales y el gobierno de los bizantinos en 1205.
El Despotado de Epiro impugnó la reclamación en 1224 y se convirtió en el Imperio de Tesalónica, pero fue obligado a renunciar a su reclamación por los nicenos en 1242. El Imperio de Trebisonda, que declaró su independencia pocas semanas antes del saqueo de Constantinopla en 1204, finalmente renunció a toda pretensión de ser una continuación del régimen bizantino en el Tratado de 1282.

## Historia

### Fundación
En 1204, el emperador bizantino Alejo V Ducas huyó de Constantinopla en lugar de hacer frente al ejército cruzado. Constantino Láscaris fue coronado en la basílica de Constantinopla, pero poco después, junto con su hermano Teodoro, yerno de Alejo III Ángelo, tuvo que huir a la ciudad de Nicea en Bitinia, al comprender que la situación en Constantinopla resultaba insostenible. Teodoro sustituyó poco después a su hermano en el trono con el nombre de Teodoro I Láscaris.
El Imperio latino, establecido por los cruzados en Constantinopla, no logró establecer su control sobre el antiguo territorio bizantino, por lo que surgieron estados sucesores del dominio bizantino en Epiro y Trebisonda, así como en Nicea. Pero Nicea era la más próxima al Imperio latino y se encontraba en la mejor posición para intentar restablecer el Imperio bizantino. Teodoro I Láscaris no logró un éxito inmediato -fue derrotado en Poemaneum y Bursa en 1204, pero sí pudo arrebatarle gran parte de Anatolia noroccidental al emperador latino Balduino I, cuando a este no le quedó más remedio que defenderse de los ataques de Kaloyan de Bulgaria. Teodoro también derrotó a un ejército trapisondés, así como a otros rivales menores, haciéndose el más poderoso de los estados sucesores bizantinos. En 1208, sintiéndose seguro, se confirmó como emperador coronándose en Nicea.
Durante los siguientes años, se establecieron y rompieron numerosas treguas y alianzas, según se desarrollaban las luchas entre los distintos estados sucesores de Bizancio, el Imperio latino y los turcos selyúcidas del Sultanato de Rüm (cuyo territorio también era fronterizo con el de Nicea). Teodoro trató de reforzar sus derechos nombrando un nuevo Patriarca de Constantinopla en Nicea. En 1219 se casó con María de Courtenay, hija de la emperatriz latina Yolanda de Flandes, pero murió en 1222 y fue sucedido por su yerno Juan III Ducas Vatatzés.

### Expansión

El Imperio de Nicea en el año 1270, durante el reinado de Miguel VIII Paleólogo.

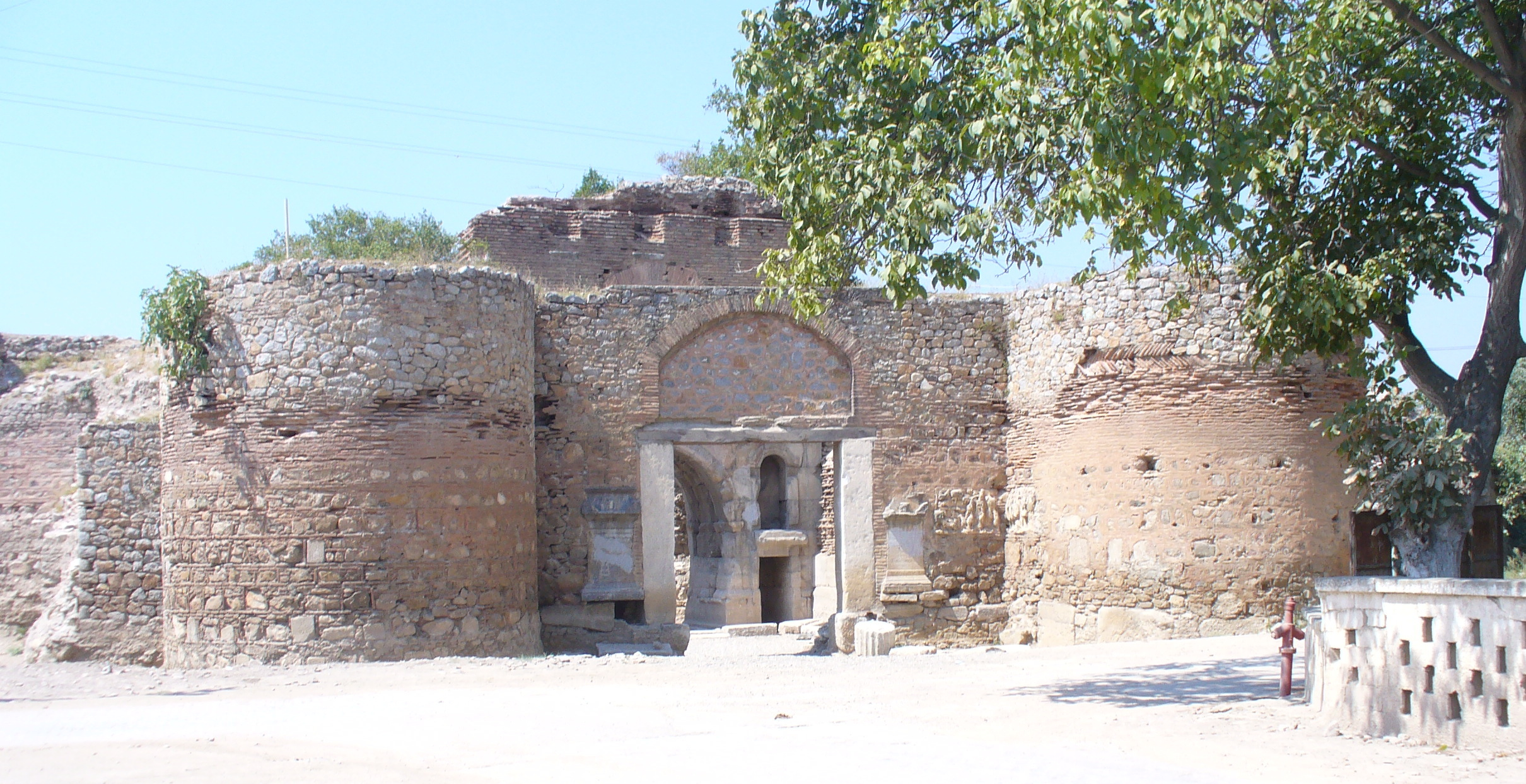
Puerta de Lefke en la muralla de la ciudad de Nicea (Iznik, Turquía).

El ascenso de Vatatzes fue desafiado inicialmente por los laskaridos, con los sebastokratores Isaac y Alexios, hermanos de Teodoro I, buscando la ayuda del Imperio Latino. Sin embargo, Vatatzes se impuso a sus fuerzas combinadas en la Batalla de Poimanenon, asegurándose el trono y recuperando casi todos los territorios asiáticos en poder del Imperio Latino.
En 1224 el reino latino de Tesalónica fue anexado por el Déspota de Epiro Teodoro Comneno Ducas, que se coronó emperador en rivalidad con Vatatzes y estableció el Imperio de Tesalónica. Pero duró poco, ya que en 1230 el propio Epiro cayó en manos de los búlgaros tras la Batalla de Klokotnitsa. Con Trebisonda carente de un poder real, Nicea era el único estado bizantino que quedaba, y Juan III expandió su territorio hasta el mar Egeo. En 1235 se alió con Iván Asen II de Bulgaria, permitiéndole a este extender su influencia a Tesalónica y Epiro. En 1242, los mongoles invadieron el territorio selyúcida al este de Nicea, y aunque Juan III estaba preocupado tal vez porque sería el siguiente, los mongoles terminaron por eliminar la amenaza selyúcida sobre Nicea. En 1245 Juan se alió con el Sacro Imperio a través de su matrimonio con Constanza II de Hohenstaufen, hija de Federico II. Hacia 1248 Juan había derrotado a los búlgaros y rodeado el Imperio latino, y siguió reconquistando territorios latinos hasta su muerte en 1254.
Teodoro II Láscaris, el hijo de Juan III, tuvo que hacer frente a invasiones búlgaras en Tracia, pero defendió con éxito su territorio. Epiro también se rebeló, aliándose con Manfredo de Sicilia, y Teodoro II murió en 1258. Juan IV Ducas Láscaris le sucedió, pero como todavía era un niño, reinó bajo la regencia del general Miguel Paleólogo. Miguel se proclamó coemperador (como Miguel VIII) en 1259, y consiguió derrotar un ataque combinado de Manfredo, el déspota de Epiro y el príncipe latino de Acaya en la batalla de Pelagonia.

### Reconquista de Constantinopla

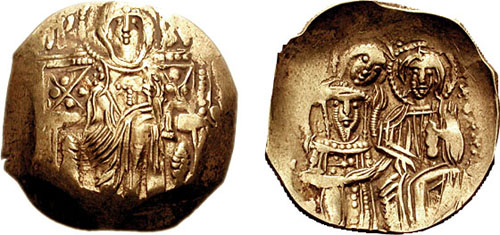
Moneda emitida por Miguel VIII Paleólogo para celebrar la liberación de Constantinopla del ejército latino, y la restauración del Imperio romano-bizantino.

En 1260 Miguel comenzó el asalto de la propia Constantinopla, algo que sus predecesores había sido incapaces de llevar a cabo. Se alió con Génova y su general Alejo Estrategópulo dedicó meses a estudiar Constantinopla para planear su ataque. En julio de 1261, mientras que gran parte del ejército latino luchaba en otro lugar, Alejo pudo convencer a los guardias de que abriesen las puertas de la ciudad. Una vez dentro, incendió el barrio veneciano (pues Venecia era la enemiga de Génova y en gran medida la responsable de la toma de la ciudad en 1204). Miguel fue reconocido emperador pocas semanas más tarde, restaurando el Imperio bizantino.
Los habitantes del Imperio restaurado consideraron al Imperio de Nicea como el verdadero sucesor del Imperio Bizantino, aunque aún seguían existiendo el Imperio de Trebisonda y el principado latino de Acaya. Acaya sería pronto reconquistada, pero Trebisonda permaneció independiente hasta la conquista otomana. El Imperio restaurado tuvo que hacer frente desde entonces a la nueva amenaza que representaban los turcos otomanos que surgieron en sustitución de los derrotados selyúcidas.

## Evolución posterior
Después de 1261, Constantinopla volvió a ser la capital del Imperio bizantino. Los territorios del antiguo Imperio de Nicea fueron despojados de sus riquezas, que se utilizaron para reconstruir Constantinopla y para financiar numerosas guerras en Europa contra los estados latinos y el Epiro. Los soldados fueron trasladados de Asia Menor a Europa, dejando la antigua frontera relativamente indefensa. Las incursiones de los ghazis' turcos quedaron sin control, y la frontera se vio cada vez más invadida.
La usurpación del legítimo gobernante lascárida, Juan IV Láscaris, por Miguel VIII Paleólogo en 1261 alienó a gran parte de la población contra el restaurado Imperio bizantino en Constantinopla. Juan IV fue abandonado en Nicea, y más tarde fue cegado por orden de Miguel el día de su undécimo cumpleaños, el 25 de diciembre de 1261. Esto le hizo inelegible para el trono, y fue exiliado y encarcelado en una fortaleza en Bitinia. Esta acción condujo a la excomunión de Miguel VIII Paleólogo por el Patriarca Arsenio Autoreianus, y a una revuelta posterior dirigida por un Pseudo-Juan IV cerca de Nicea.
La historia posterior del antiguo territorio del Imperio de Nicea es la de una conquista gradual por parte de los turcos. Tras la muerte de Miguel VIII en 1282, las incursiones turcas se convirtieron en asentamientos permanentes y en el establecimiento de beyliks turcos en el antiguo territorio bizantino. Aunque el emperador Andrónico II hizo algunos esfuerzos por recuperar la situación, éstos fueron infructuosos. Hacia 1300, casi todo el antiguo Imperio de Nicea había sido conquistado por los turcos, y sólo quedaba una pequeña franja de territorio frente a Constantinopla. El fin definitivo del Asia Menor bizantina llegó con la caída de Bursa en 1326, Nicea en 1331 y Nicomedia en 1337.

## Ejército
Siguiendo los cálculos de Warren Treadgold para diversas épocas de la historia del Imperio bizantino, se puede estimar que el total de las rentas públicas de Nicea a mediados del siglo XIII estaba en torno a los 2 millones de monedas de oro, lo que habría permitido al Imperio de los Láscaris sostener un ejército de unos 20.000 hombres. Como era habitual en Bizancio, se trataba de un contingente profesional multinacional cuyo núcleo era el ejército central o Taxeis, fuerza principalmente de caballería que en 1261 estaba integrado por 6000 hombres distribuidos en 12 allagia (agrupación táctica equivalente al batallón y formado por un número variable de efectivos, entre 300 y 500), a los que se sumaban los aproximadamente 3000 remeros de las dos docenas de galeras que componían la flota imperial. El resto de las fuerzas estaban destacadas en guarniciones provinciales y en las fronteras. No era, desde luego, un ejército comparable al de los Comnenos en el siglo XII, ni por supuesto a los de los emperadores macedónicos en los siglos IX-XI, pero los enemigos a los que debían enfrentarse tampoco eran mucho más numerosos. En esta época era perfectamente posible realizar una campaña con un contingente de 2000 o 3000 hombres. 
Dados los muchos peligros a los que se enfrentaban frente a cruzados, búlgaros, turcos o epirotas, los Láscaris trataron por todos los medios de crear nuevas fuentes de reclutamiento. La pronoia militar recuperó protagonismo y se resucitó también el antiguo sistema defensivo de los akritai fronterizos. Buscando una mayor lealtad y un menor coste, Teodoro II (1254-1258) concentró en el taxeis lo más granado de las tropas indígenas bizantinas, pues deseaba levantar un ejército formado fundamentalmente por bizantinos, pero el recurso a tropas extranjeras o mercenarias fue inevitable.
En las huestes de Nicea podían encontrarse, además de griegos, mercenarios alanos (gentes de ascendencia irania, emparentadas con los sármatas y que servían como arqueros de caballería ligera), armenios, cretenses (que a finales del siglo XIII actuaban como tropa de caballería en Asia Menor), georgianos, húngaros, serbios (entre 600 y 1000 combatieron en las filas de Miguel VIII en la batalla de Pelagonia en 1259) e incluso selyúcidas (nada menos que 5000 estaban a las órdenes de Miguel Paleólogo en 1262, siendo conocidos como «persas») y mongoles. Pero buena parte del ejército central de Nicea estaba formado por cumanos y -sobre todo- latinos. Los cumanos eran nómadas asiáticos, arqueros a caballo que constituyeron una parte muy importante de los ejércitos bizantinos desde el siglo XI. En 1241, el emperador Juan Vatatzés (1222-1254) estableció como colonos militares a unos 10 000 de ellos en Tracia y Anatolia, donde serían progresivamente helenizados y empleados en varias campañas hasta 1320, año en que pasaron al servicio de Serbia. En cuanto a los latinos, formaban un grupo heterogéneo, donde había ingleses, italianos, alemanes, españoles y franceses. Se trataba fundamentalmente de contingentes de caballería y los Láscaris los emplearon en tal número que Vatatzés creó el rango de megakonostablos para su jefe. Uno de los más distinguidos jefes de las fuerzas mercenarias latinas fue Miguel Paleólogo, el futuro emperador, que tras su ascenso al trono basó sus ejércitos en ellos en tal medida que las arcas imperiales terminaron por resentirse.

## Emperadores de Nicea
Los emperadores de Nicea pertenecen a la dinastía de los Láscaris:
- Constantino Láscaris (1204-1205), aparentemente coronado en Santa Sofía en el momento de la toma de Constantinopla por los cruzados.
- Teodoro I Láscaris (1205-1222), hermano del anterior y yerno de Alejo III.
- Juan III Ducas Vatatzés (1222-1254), yerno de Teodoro I.
- Teodoro II Láscaris (1254-1258), hijo de Juan III.
- Juan IV Ducas Láscaris (1258-1261), hijo de Teodoro II.

Miguel VIII Paleólogo (coemperador 1259-1261) fue el restaurador del Imperio bizantino, volviendo a tomar posesión de la capital, Constantinopla, e iniciando su propia dinastía, la de los Paleólogos que, salvo el período de los Cantacucenos (1341-1357), dominó el Imperio Bizantino hasta su muerte en 1453.